# Неа-Муданія
Неа-Муданія (грец. Νέα Μουδανιά) — місто Греції, на півострові Халкідіки, у периферії Центральна Македонія. Центр муніципалітету Муданія. Із населенням 17 032 мешканці Неа-Муданія — найбільше місто півострова Кассандра та друге за величиною місто Халкідіки.

## Історія
місто було засноване 1922 після подій греко-турецького оміну населенням грецькими біженцями з Малої Азії. Часто вони іменували нові послення за назвою попередніх міст. Неа-Муданія отримала свою назву за містом Муданія (нині Туреччина). Слово ж грец. Νέα у перекладі означає Нова. Розташована за 60 км від міста Салоніки, сучасна Неа-Муданія є фінансовим та комерційним центром всієї префектурі. Місто бере участь у великих культурних та економічних заходах номархії, має власний політехнічний інститут та великий порт.